# Ранера (Лоди)
Ранера је насеље у Италији у округу Лоди, региону Ломбардија.
Према процени из 2011. у насељу је живело 233 становника. Насеље се налази на надморској висини од 72 м.